# زن عنکبوتی (فیلم)
زن عنکبوتی (به انگلیسی: The Spider Woman) نام هفتمین فیلم از مجموعه فیلم‌های شرلوک هولمز با بازی نیگل بروس و بسیل راتبون است. برعکس بیشتر فیلم‌های این مجموعه فیلم، که اقتباسی از تنها یک داستان از سر آرتور کانن دویل بوده‌اند، این فیلم از روی پنج تا از داستان‌های این نویسنده اقتباس شده‌است. این داستان‌ها به ترتیبِ شهرت، نشانه چهار، ماجرای نوار خال خال، مسئله نهایی، ماجرای خانه خالی، و ماجرای ردپای شیطان نام دارند. 
زن عنکبوتی در سال ۱۹۴۴ توسط روی ویلیام نیل در ژانر جنایی (کاراگاهی) کارگردانی و تهیه شد. این فیلم در بانک اینترنتی اطلاعات فیلم‌ها بالاترین نمره را در بین همه فیلم‌های این مجموعه دارد. بدون شک به خاطر اینکه از پنج داستان و قضیه متفاوت در داستان آن استفاده شده است. 
این ماجراها، نشانه چهار (ماجرای مهاراجه هندی)، که در مورد یک گنج بزرگ در هندوستان است و پنج زندانی که سال‌ها پیش آن‌را کشف کرده‌اند؛ و نوار خال خال، داستان دختر ثروتمندی است که به نحو مرموزی به قتل می‌رسد و خواهر او برای سرنوشت مشترک ابراز نگرانی می‌کند (ماجرای دریچه هوا و ورود حیوان زهردار از آن)؛ مجرای مسئله نهایی و خانه خالی که به کشته شدن و بازگشت شرلوک هلمز بر می‌گردد و رد پای شیطان که ماجرای سمی که با حرارت منتشر می‌شود در آن نقل شده است.